# Ferrocarril Bahía y Minas
El Ferrocarril Bahía y Minas (EFBM) era una línea de ferrocarril brasileña que unía el noreste de Minas Gerais al sur de Bahía.

## Historia
El Ferrocarril Bahía e Minas tuvo como directriz la conexión del recinto de Ponta de Areia, próximo a la ciudad de Caravelas en el litoral sur de Bahía, en la ciudad de Araçuaí en el interior de Minas Gerais, con una extensión de aproximadamente 600 km.
Este ramal ferroviario fue implantado alrededor de 1882 por el Ferrocarril de Bahía en acuerdo con el Gobierno de Minas Gerais teniendo como principal objetivo la explotación y transporte de madera, y en especial traviesas, para las demás líneas de ferrocarril, teniendo como cliente predominante el propio Ferrocarril de Bahía, y como línea estratégica para un puerto de exportación que iba a ser instalado en Caravelas.
Posteriormente la concesión fue transferida a la Compagnie des Chemins de Fer Fédéraux de l'Est Brésilien (CCFFEB). Como el comercio de madera no tuvo continuidad, tampoco el puerto de Caravelas fue implantado, fueron propuestas otras actividades económicas para la viabilidad del ferrocarril, con énfasis en el comercio de café, que, debido a las seguidas crisis económicas no tuvo éxito. A partir de esa configuración de ferrocarril fue incorporada por Tráfico Férreo Federal del Este Brasileño (VFFLB), enseguida transferida al Departamento Nacional de Líneas de Ferrocarril (DNEF) y a Tráfico Férreo Centro-Oeste (VFCO), y finalmente a la Red Ferroviaria Federal S.A. cuando fue desactivado en 1966.